# Kishibe no tabi
Kishibe no tabi (岸辺の旅; Engels: Journey to the Shore) is een Japanse film uit 2015, geregisseerd door Kiyoshi Kurosawa en gebaseerd op de roman van Kazumi Yumoto. De film ging in première op 17 mei 2015 op het Filmfestival van Cannes in de sectie Un certain regard en won de prijs voor beste regie.

## Verhaal
Yusuke, de echtgenoot van Mizuki is drie jaar geleden verdronken op zee. Op een dag staat hij plots weer aan haar deur, maar Mizuki is niet verrast en vraagt hem waar hij zo lang gebleven is. Yusuke haalt zijn vrouw over om samen met hem op reis te gaan.

## Rolverdeling
| Acteur         | Personage |
| -------------- | --------- |
| Tadanobu Asano | Yusuke    |
| Eri Fukatsu    | Mizuki    |
| Masao Komatsu  | Shimakage |
| Yū Aoi         | Tomoko    |
| Akira Emoto    | Hoshitani |

## Prijzen en nominaties
De belangrijkste:
| Jaar | Prijs                                       | Categorie   | Genomineerde(n)  | Uitslag  |
| ---- | ------------------------------------------- | ----------- | ---------------- | -------- |
| 2015 | Filmfestival van Cannes (Un certain regard) | Beste regie | Kiyoshi Kurosawa | Gewonnen |